# (556) Phyllis
(556) Phyllis – planetoida z pasa głównego asteroid okrążająca Słońce w ciągu 3 lat i 319 dni w średniej odległości 2,47 j.a. Została odkryta 8 stycznia 1905 roku w Landessternwarte Heidelberg-Königstuhl w Heidelbergu przez Paula Götza. Nazwa planetoidy pochodzi od Fyllis, królewny poślubionej przez Demofonta (Demofon) w mitologii greckiej. Przed jej nadaniem planetoida nosiła oznaczenie tymczasowe (566) 1905 PW.